# Winchester (Tennessee)
Winchester é uma cidade localizada no estado norte-americano de Tennessee, no Condado de Franklin.

## Demografia
Segundo o censo norte-americano de 2000, a sua população era de 7329 habitantes.
Em 2006, foi estimada uma população de 7841, um aumento de 512 (7.0%).

## Geografia
De acordo com o United States Census Bureau tem uma área de
27,6 km², dos quais 25,8 km² cobertos por terra e 1,8 km² cobertos por água. Winchester localiza-se a aproximadamente 289 m acima do nível do mar.

## Localidades na vizinhança
O diagrama seguinte representa as localidades num raio de 24 km ao redor de Winchester.